# Paula Newby-Fraser
Paula Newby-Fraser (Zimbabwe, 2 juni 1962), is een Amerikaans-Zimbabwaans triatlete en duatlete, die opgroeide in Zuid-Afrika. Ze is een van de meest succesvolle triatletes. Ze won diverse Ironman-wedstrijden, waarvan achtmaal het wereldkampioenschap op de Ironman-afstand. Ook blinkt ze uit op de duatlon getuige haar overwinning bij de Powerman Zofingen in 1991.
Newby-Fraser werd geboren in Zimbabwe (voormalig Rhodesië) en groeide op in Zuid-Afrika. Als kind was zij een nationaal zwemster. Ze won de Ironman Hawaï acht keer in 1986, 1988, 1989, 1991, 1992, 1993, 1994 en 1996. Geen triatleet won deze wedstrijd zo vaak als zij. Dit leverde haar de bijnaam de The Queen of Kona op. Vijf keer (tot en met 1992) deed ze dat namens Zimbabwe en de laatste drie keer onder Amerikaanse vlag.
Newby-Fraser won in totaal 24 Ironmans tussen 1986 en 2002. De "United States Sports Academy" benoemde haar tot een van de top-5 prof-atletes van de afgelopen 25 jaar (1972–1997).
Lange tijd was Newby-Fraser met 8:55.28 de enige vrouw die de Ironman Hawaï binnen de negen uur wist te voltooien. In 2009 dook ook de Britse Chrissie Wellington onder deze magische barrière en verbeterde tevens het "parcoursrecord" tot 8:54.02.
In oktober 2007 trouwde Paula Newby-Fraser met haar man Paul Huddle.

## Titels
- Wereldkampioene triatlon op de Ironman-afstand – 1986, 1988, 1989, 1991, 1992, 1993, 1994, 1996
- "Professional Sportswoman of the Year" Women's Sports Foundation – 1990
- "Greatest Triathlete in History" Triathlete Magazine (1999)
- "Greatest All-Around Female Athlete in the World"ABC's Wide World of Sports & Los Angeles Times
- "Female Pro Athlete of the Decade" Los Angeles Times (jaren 80)

## Palmares

### triatlon
- 1985:  Ironman Hawaï – 10:31.04
- 1986:  Ironman Hawaï – 9:49.14
- 1987:  Ironman Hawaï – 9:40.37
- 1988:  Ironman Japan[1]
- 1988:  Ironman Hawaï – 9:01.01
- 1989:  Triathlon International de Nice
- 1989:  Ironman Hawaï – 9:00.56
- 1990:  Ironman Japan[1]
- 1990:  Triathlon International de Nice
- 1990:  Ironman Hawaï – 9:20.01
- 1991:  Triathlon International de Nice
- 1991:  Ironman Japan[1]
- 1991:  Ironman Hawaï – 9:07.52
- 1992:  Ironman Europe in Roth
- 1992:  Ironman Japan – 9:16.13[1]
- 1992:  Ironman Hawaï – 8:55.28
- 1993:  Ironman Hawaï – 8:58.23
- 1994:  Iromman Europe in Roth – 8:50.53
- 1994:  Ironman Lanzarote – 9:29.36
- 1994:  Ironman Hawaï – 9:20.14
- 1995:  Ironman Lanzarote – 9:24.39
- 1995:  Ironman Europe in Roth
- 1995: 4e Ironman Hawaï – 9:37.54
- 1996:  Ironman Canada
- 1996:  Ironman Australia
- 1996:  Ironman Hawaï – 9:06.49
- 1997:  Iromman Lanzarote – 10:12.25
- 1997:  Ironman Australia – 9:08.22
- 1998: 11e Ironman Hawaï – 10:03.43
- 1999: DNF Ironman USA Lake Placid
- 2000:  Ironman South Africa
- 2001:  Ironman California – 9:32.29
- 2001: 4e Ironman Hawaï – 9:41.35
- 2002:  Ironman Japan – 9:43.18
- 2002: 16e Ironman Hawaï – 10:06.53
- 2003: 54e overall Half Vineman Triathlon – 4:31.21
- 2003: 12e Ironman Hawaï – 9:47.39
- 2006: 4e Ironman Japan – 10:13.14

### duatlon
- 1991:  Powerman Zofingen
- 2004:  Ironman Korea – 8:54.02 (uitgevoerd als duatlon)

1978 geen vrouwen ·
1979 Lyn Lemaire (enige vrouw) ·
1980 Robin Beck ·
1981 Linda Sweeney ·
1982 (feb.) Kathleen McCartney ·
1982 (okt.) Julie Leach ·
1983 Sylviane Puntous ·
1984 Sylviane Puntous ·
1985 Joanne Ernst ·
1986 Paula Newby-Fraser ·
1987 Paula Newby-Fraser ·
1988 Erin Baker ·
1989 Paula Newby-Fraser ·
1990 Erin Baker ·
1991 Paula Newby-Fraser ·
1992 Paula Newby-Fraser ·
1993 Paula Newby-Fraser ·
1994 Paula Newby-Fraser ·
1995 Karen Smyers ·
1996 Paula Newby-Fraser ·
1997 Heather Fuhr ·
1998 Natascha Badmann ·
1999 Lori Bowden ·
2000 Natascha Badmann ·
2001 Natascha Badmann ·
2002 Natascha Badmann ·
2003 Lori Bowden ·
2004 Natascha Badmann ·
2005 Natascha Badmann ·
2006 Michellie Jones ·
2007 Chrissie Wellington ·
2008 Chrissie Wellington ·
2009 Chrissie Wellington ·
2010 Mirinda Carfrae ·
2011 Chrissie Wellington ·
2012 Leanda Cave ·
2013 Mirinda Carfrae ·
2014 Mirinda Carfrae ·
2015 Daniela Ryf ·
2016 Daniela Ryf ·
2017 Daniela Ryf ·
2018 Daniela Ryf ·
2019 Anne Haug